# نيكولاس سادلر
نيكولاس سادلر (بالإنجليزية: Nicholas Sadler)‏ هو ممثل أمريكي، ولد في 1975 بمنيابولس في الولايات المتحدة.

## أعمال

### أفلام
- (1992) عطر امرأة[2]
- (2000)  جحيم
- (2010) عزم حقيقي[3]
- (2010) لعبة عادلة[4]

## وصلات خارجية
- نيكولاس سادلر على موقع IMDb (الإنجليزية)
- نيكولاس سادلر على موقع ألو سيني (الفرنسية)
- نيكولاس سادلر على موقع أول موفي (الإنجليزية)
- نيكولاس سادلر على موقع قاعدة بيانات الأفلام السويدية (السويدية)
- نيكولاس سادلر على موقع قاعدة بيانات الفيلم (الإنجليزية)
- نيكولاس سادلر على موقع كينوبويسك (الروسية)